# Вокални ансамбл Октоих
Вокални ансамбл „Октоих“ основан je 2000. године у Београду на иницијативу диригента Александра Саше Спасића и његових дугогодишњих сарадника-певача, а са основном идејом да се формира камерни ансамбл са посебном пажњом на истраживање и извођење камерних вокалних и вокално-инструменталних дела. Посебна пажња усмерена је ка непознатим и неизвођеним духовним делима, као и делима савремених српских композитора. 

„Октоих“ је формацијски замишљен као мушки октет и мешовити дупли октет са полупрофесионалним начином рада и мобилним системом деловања. Укупан број певача варира у зависности од врсте и тежине програма, па он може да буде и у формацији од 24 или максимално 32 певача што је и стандардан број за један камерни хор.